# Vicenza-Bionde
La Vicenza-Bionde è una corsa in linea maschile di ciclismo su strada che si disputa annualmente in Italia tra la provincia di Vicenza e quella di Verona. Riservata alla categoria Under-23, è inserita nel calendario internazionale della Federazione Ciclistica Italiana come prova di classe 1.13 UCI.

## Storia
La corsa venne organizzata per la prima volta nel settembre del 1945 con il nome di Coppa Toder e si corse nelle strade attorno a Bionde, strade bianche, poco asfaltate e ancora rovinate dalla Guerra finita da pochi mesi.
Nel 1950 la partenza venne situata a Vicenza e la gara prese il nome di Vicenza-Bionde. Questa edizione fu tormentata da pioggia, neve e gelo e su 217 partenti arrivarono al traguardo solo in 12.
Dal 1980 la corsa diventò internazionale e ospitò squadre di tutta Europa, diventando così una prestigiosa classica del calendario dilettantistico. Tra i vincitori Adriano Durante, Endrio Leoni, Davide Casarotto e Francesco Chicchi diventati poi professionisti.
Per l'impegno con cui dal 1945 organizza la corsa, nel febbraio del 1993 l'Unione Sportiva Bionde viene insignita di Stella d'oro al Merito Sportivo.

## Albo d'oro
Aggiornato all'edizione 2025.
| Anno | Vincitore           | Secondo                 | Terzo                 |
| ---- | ------------------- | ----------------------- | --------------------- |
| 1945 | Gino Carlotti       | Guido Zamperioli        | Antonio Marchesini    |
| 1946 | Arnaldo Faccioli    | Marcello Residori       | Arduino Clementi      |
| 1947 | Aurelio Fedrigo     | Luigi Zacchi            | Danilo Bonadiman      |
| 1948 | Arduino Clementi    | Bruno Meneghini         | Leonida Scarato       |
| 1949 | Arduino Clementi    | Luigi Sacchetto         | Goliardo Motta        |
| 1950 | Alberto Garbo       | Ignazio Trevisan        | Sante Carollo         |
| 1951 | Luigi Benvenuti     | Mario Piazzon           | Arturo Ferrari        |
| 1952 | Cleto Maule         | Vasco Ambroso           | Mario Pistoia         |
| 1953 | Primo Furlani       | Edo Faccioli            | Antonio Zuanazzi      |
| 1954 | Mario Tosato        | Cleto Maule             | Cesare Girardini      |
| 1955 | Rino Bagnara        | Giuseppe Chiesa         | Luciano Aurenghi      |
| 1956 | Savino Accordi      | Loris Campana           | Giulio Favaro         |
| 1957 | Renato Giusti       | Achille Varago          | Giovanni Michelotti   |
| 1958 | Renato Giusti       | Dino Liviero            | Antonio Dal Col       |
| 1959 | non disputata       | non disputata           | non disputata         |
| 1960 | Renzo Cambioli      | Dino Zandegù            | Ennio Zerbina         |
| 1961 | Adriano Durante     | Alfonso Melotto         | Luigi Melchiori       |
| 1962 | Giovanni Cordioli   | Gianni De Franceschi    | Luciano Borghi        |
| 1963 | Giovanni Cordioli   | Alfonso Melotto         | Remo Seganfredo       |
| 1964 | Vito Zanin          | Franco Mori             | Bruno Vajente         |
| 1965 | Fausto Cotai        | Renato Bonso            | Bruno Vajente         |
| 1966 | Silvano Consolati   | Fulvio Schivardi        | Gianpaolo Bolzacchini |
| 1967 | Gaetano Spinello    | Bruno Cherubini         | Valeriano Tacchin     |
| 1968 | Gino Pancino        | Cipriano Chemello       | Carlo Cavazzana       |
| 1969 | Luigi Bombieri      | Bruno Alberti           | Remo Seganfredo       |
| 1970 | Angelo Soga         | Bruno Fabbris           | Franco Trevisan       |
| 1971 | Emidio Bedendo      | Roberto Roviaro         | Luciano Rossignoli    |
| 1972 | Emidio Bedendo      | Giancarlo Pedrina       | Pino Sorgato          |
| 1973 | Ermenegildo Da Re   | Renzo Biondi            | Giuliano Gobbi        |
| 1974 | Flavio Martini      | Giancarlo Penna         | Mario Cremasco        |
| 1975 | Giancarlo Penna     | Adriano Brunelle        | Rossano Rossin        |
| 1976 | Ettore Manenti      | Sante Fossato           | Giorgio Casati        |
| 1977 | Sante Fossato       | Mario Fraccaro          | Agostino Bertagnoli   |
| 1978 | Maurizio Mandelli   | Claudio Girlanda        | Fiorenzo Scalfi       |
| 1979 | Luigi Bussacchini   | Gianpietro Fracassi     | Aldo Borgato          |
| 1980 | Benedetto Patellaro | Ennio Salvador          | Claudio Toselli       |
| 1981 | Daniele Caroli      | Enrico Montanari        | Stein Bråthen         |
| 1982 | Mauro Longo         | Roberto Pagnin          | Gabriele Ragusa       |
| 1983 | Maurizio Bonizzato  | Ezio Moroni             | Mario Dal Pup         |
| 1984 | Marco Scandiuzzi    | Roberto Galli           | Francesco Rossignoli  |
| 1985 | Mario Chiesa        | Franco Rossato          | Primož Čerin          |
| 1986 | Johnny Carera       | Eros Poli               | Marco Scandiuzzi      |
| 1987 | Daniele Bruschi     | Giovanni Strazzer       | Tiberio Savoia        |
| 1988 | Corrado Capello     | Michelangelo Minel      | Arrigo Pegoraro       |
| 1989 | Endrio Leoni        | Giuseppe Citterio       | Aladino Vicentini     |
| 1990 | Ivan Beltrami       | Fabio Baldato           | Gianluca Gorini       |
| 1991 | Maurizio Tomi       | Nicola Minali           | Gianni Simionato      |
| 1992 | David Solari        | Gianluca Gorini         | Roberto Zoccarato     |
| 1993 | Mauro Bettin        | Biagio Conte            | Roberto Pistore       |
| 1994 | Ivano Zuccotti      | Claudio Camin           | Simone Bertoletti     |
| 1995 | Davide Casarotto    | Michelangelo Cauz       | Giancarlo Raimondi    |
| 1996 | Marco Zanotti       | Franco Maragno          | Alberto Ongarato      |
| 1997 | Luca Cei            | Daniele Della Tommasina | Ivan Fanelli          |
| 1998 | Fabio Mazzer        | Cristian Caldarelli     | Saša Gajičić          |
| 1999 | Crescenzo D'Amore   | Giosuè Bonomi           | Angelo Furlan         |
| 2000 | Luciano Pagliarini  | Alberto Loddo           | Marco Gelain          |
| 2001 | Simone Cadamuro     | Denis Bertolini         | Jurij Metlušenko      |
| 2002 | Francesco Chicchi   | Mauro Colombera         | Marco Endrizzi        |
| 2003 | Enrico Grigoli      |                         |                       |
| 2004 | Gianluca Geremia    |                         |                       |
| 2005 | Daniele Di Nucci    | Honorio Machado         | Jonathan Righetto     |
| 2006 | Davide Beccaro      | Muradjan Kalmuratov     | Matthew Cross         |
| 2007 | Fabrizio Amerighi   | Andrea Pinos            | Mauro Abel Richeze    |
| 2008 | Andrea Grendene     | Michele Merlo           | Alex Buttazzoni       |
| 2009 | Alessandro Mazzi    | Travis Meyer            | Davide Gomirato       |
| 2010 | Massimo Graziato    | Aleksandr Serebrjakov   | Andrea Pasqualon      |
| 2011 | Andrea Dal Col      | Filippo Fortin          | Ivan Balykin          |
| 2012 | Luca Dugani Flumian | Alberto Cecchin         | Andrea Dal Col        |
| 2013 | Marlen Zmorka       | Nicolas Marini          | Nicola Ruffoni        |
| 2014 | Jakub Mareczko      | Nicolas Marini          | Xhuliano Kamberaj     |
| 2015 | Marco Maronese      | Davide Donesana         | Luca Pacioni          |
| 2016 | Riccardo Minali     | Marco Maronese          | Niko Colonna          |
| 2017 | Mattia De Mori      | Simone Zanni            | Michael Bresciani     |
| 2018 | Giovanni Aleotti    | Rasmus Iversen          | Gregorio Ferri        |
| 2019 | Gleb Syrica         | Filippo Baroncini       | Gregorio Ferri        |
| 2020 | Filippo Baroncini   | Lorenzo Cataldo         | Nicolò Parisini       |
| 2021 | Gleb Syrica         | Andrea Pietrobon        | Davide Boscaro        |
| 2022 | Mattia Pinazzi      | Mattia Garzara          | Davide Persico        |
| 2023 | Mattia Pinazzi      | Giosuè Epis             | Daniel Skerl          |
| 2024 | Viktor Bugaenko     | Thomas Capra            | Lorenzo Ursella       |
| 2025 | Matteo Fiorin       | Christian Fantini       | Alessio Menghini      |